# Parada de La Pañoleta
La Pañoleta era una parada del Tranvía de Vélez-Málaga. Estaba ubicada en la N-340a, a las afueras de Vélez-Málaga. Cerró en 2012, junto con el resto de la red.

## Líneas y conexiones
| << Cabecera  | < Estación |             | Estación > | Cabecera >>         |
| ------------ | ---------- | ----------- | ---------- | ------------------- |
| Paseo Larios | El Ingenio | La Pañoleta | La Mata    | Parque Jurado Lorca |

Muy próxima a la parada de tranvía, hay una parada de autobús por la que pasan las siguientes líneas de los Autobuses Urbanos de Vélez-Málaga:
- Vélez Málaga - Torre del Mar
- Vélez Málaga - Torre del Mar - Almayate
- Vélez Málaga - Torre del Mar - Caleta de Vélez